# Castore Durante
Pour les articles homonymes, voir Durante.
Castore Durante, appelé aussi Castore Durante de Gualdo, (né à Gualdo Tadino en 1529 et mort à Viterbe en 1590) est un médecin, herboriste et poète de la Renaissance italienne, dans les États pontificaux.

## Biographie
Castore Durante accomplit ses études de médecine à l'université de Pérouse avant 1567. Son premier ouvrage, De bonitate et vitio alimentorum centuria, publié en 1565 et dédié à Tiberio Crispo, légat pontifical à Pérouse, présente par ordre alphabétique une centaine de plantes et produits alimentaires avec leurs propriétés. En 1566, il fonde l'Accademia dei Romiti qui rassemble les intellectuels de Gualdo et des environs. En mars 1567, il est engagé comme médecin par la commune de Gualdo avec un salaire annuel de 80 écus.

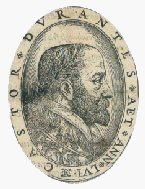
Portrait (gravure) de Castore Durante dans l’Herbario novo

Entre 1568 et 1569, il s'installe à Viterbe, où il se concentre sur l'étude de la botanique appliquée à la médecine. Dans les années 1580, il pratique la médecine à Rome et rédige ses deux principaux ouvrages, l’Herbario novo, consacré aux plantes médicinales d'Europe et des Indes orientales et occidentales, et Il tesoro della sanità, traité de médecine populaire familiale, avec des règles pratiques d'hygiène et des conseils diététiques. Sa renommée est telle qu'il reçoit la chaire de botanique de l’Archiginnasio romano (qui deviendra l'université de Rome « La Sapienza ») et devient le médecin de Sixte V, succédant ainsi à Andrea Bacci. Il n'enseigne toutefois qu'un an ou deux et préfère retourner à Viterbe, où il meurt en 1590.
Il est aussi l'auteur de poésie en ottava rima, notamment Del parto della Vergine libri tre, publié en 1573 et dédié à Grégoire XIII, In tabacum et De usu radicis mechoacan, deux poèmes réédités en 1587, ou encore Carmina a variis auctoribus in obeliscum conscripta, composé à l'occasion de l'érection de l'obélisque du Vatican, en 1586.

## Famille
Son père, Giovanni Diletto Durante, est juriste ; Castore a cinq frères et sœurs, parmi lesquels Pollùce, qui l'a accompagné à Viterbe, est devenu médecin légal.
Castore épouse Bartolomea Filareti, de Valentano, et ils ont deux fils, Giulio et Ottavio, médecins également. Après la mort de son épouse, il se remarie avec Ortensia Rusconi, issue de la noblesse romaine, et ils ont un fils, Giovanni.

## Œuvres

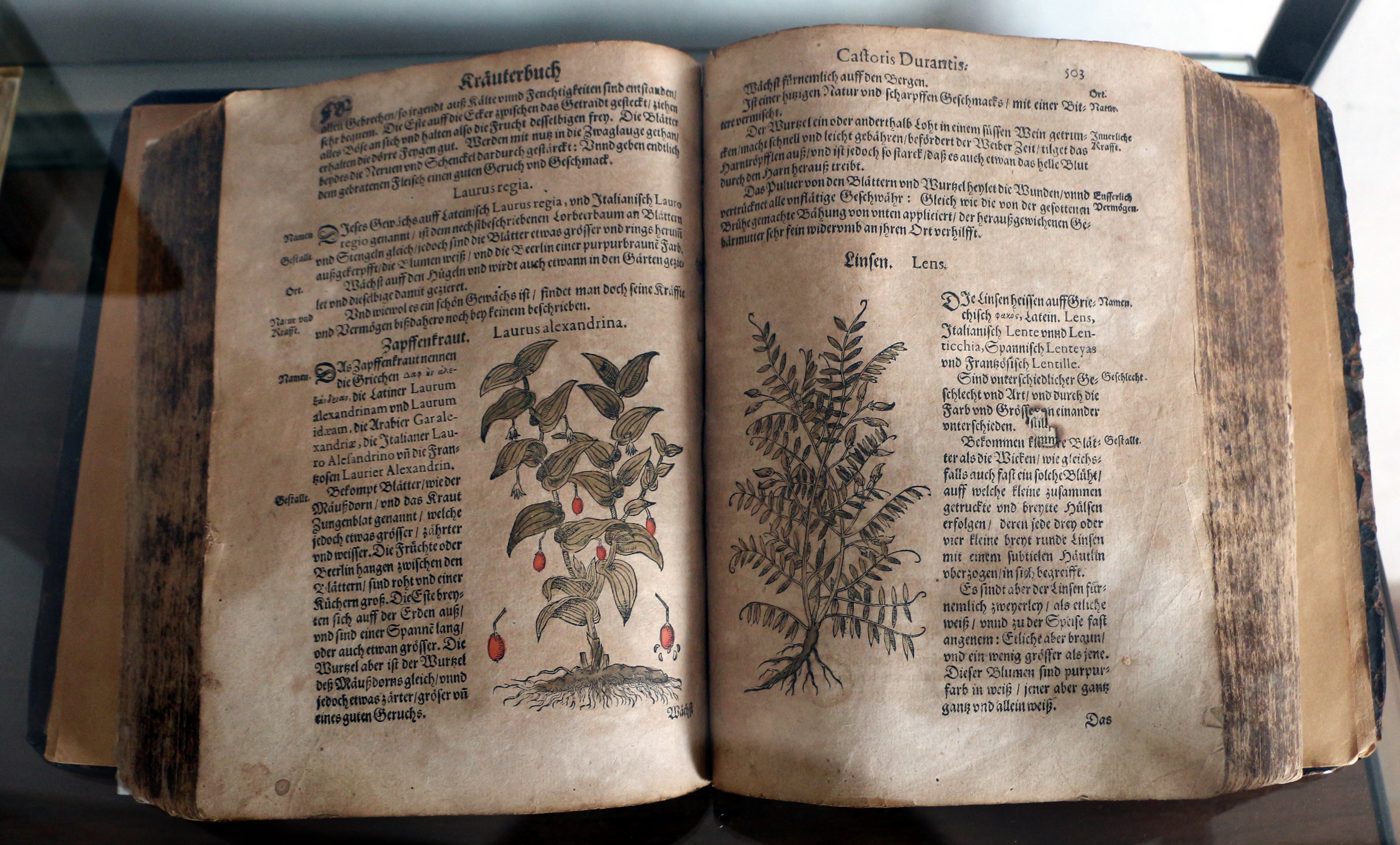
Herbario novo

- De bonitate et vitio alimentorum centuria, Pérouse, 1565. (disponible en ligne sur Google Books)
- Herbario novo, Rome, 1585. (édition 1602 disponible en ligne sur DFG-Viewer). Peter Uffenbach traduisit de l’italien en allemand l’Herbario de Durante, Francfort, 1609, in-fol.
- (it) Il tesoro della sanità, Rome, 1586. (disponible en ligne sur Gallica)

## Éponymie
En 1703, Charles Plumier lui a dédié un genre de Verbenaceae, Castorea. Renommé Duranta par Linné en 1753, le genre Castorea est encore retenu par Miller en 1754.
L'épithète spécifique castorea est également attribuée à plusieurs espèces.